# Paul Toshihiro Sakai
Paul Toshihiro Sakai (Ashiya, 23 de març de 1960) és un sacerdot catòlic japonès; pedagog i doctor en teologia per la Universitat de Navarra. Membre numerari del Opus Dei, va ser ordenat sacerdot en 1988 en el Santuari de Torreciutat, i incardinat en la Prelatura de l'Opus Dei. Al costat del claretià lleidatà Josep Maria Abella i Batlle, va ser nomenat bisbe auxiliar de l'Arquebisbat d'Osaka pel Papa Francesc el 2 de juny de 2018.
Va néixer el 23 de març de 1960 a la ciutat de Ashiya, Japó (Arquebisbat d'Osaka). Es va llicenciar en pedagogia a la universitat d'Osaka Kyoiku. Després d'haver treballat com a professor a Seido Gakuen (Nagasaki), es va traslladar a Roma i a Pamplona per realitzar els seus estudis eclesiàstics. Va ser ordenat sacerdot el dia 20 d'agost de 1988 al Santuari de Torreciutat. Ja al Japó, entre el 1990 i el 2004 va treballar com a capellà del col·legi Seido Gakuen. De 2005 a 2010 va ensenyar en la Universitat de Sant Tomàs, d'Osaka. Entre 2007 i 2011 va ser membre del consell presbiteral de l'Arquebisbat d'Osaka. Durant els últims anys ha treballat com a capellà del Seido Cultural Center, una residència universitària de l'Opus Dei a Ashiya. També ha estat director espiritual i director d'estudis de la prelatura del Opus Dei al Japó, a més d'exercir diferents labors pastorals tant a la prelatura com a l'Arquebisbat d'Osaka. Ha escrit i traduït al japonès diversos llibres d'espiritualitat. El seu nomenament com a bisbe auxiliar d'Osaka pel Papa Francesc al costat de Josep Maria Abella va ser anunciat el 2 de juny de 2018.